# Улаґчі
Улаґчі, Улавчий (*д/н — 1257) — хан Золотої Орди в 1256—1257 роках.

## Життєпис
Походив з династії Чингізидів. Був сином або онуком Бату-хана. Висловлюється думка, що батьком Улаґчі був хан Сартак. Після смерті останнього стає володарем Золотої Орди. Втім, фактичну владу мала удова Бату — Боракчин, що вийшла заміж за Тукана (правителя Башкирського улуса), сина Бату від іншої дружини. Значний вплив набрав також Берке-хан.
У 1256—1257 роках хан надав ярлики на князювання Борису Васильковичу, князю Ростовському, Олександру Ярославичу, великому князю Володимирському, Андрію Ярославичу, князю суздальському. Останнього було пробачено за повстання проти Бату. Невдовзі після цього хан помер, можливо, до цього був причетний Берке, що став володарем Золотої Орди.